# Battaglia di Soriano
La battaglia di Soriano o scontro di Soriano, avvenuta il 4 aprile 1811 nell'ambito delle guerre d'indipendenza ispanoamericana, fu uno scontro armato combattuto da forze regolari delle Province Unite del Río de la Plata e miliziani della Banda Oriental contro soldati realisti di Montevideo obbedienti al viceré Francisco Javier de Elío.
La battaglia si svolse nella città di Santo Domingo Soriano, oggi in Uruguay, e si concluse con la prima vittoria delle truppe rivoluzionarie nella regione ad oriente del fiume Uruguay.

## Antefatti
A seguito della Rivoluzione di Maggio, la nuova giunta di governo di Buenos Aires inviò il 27 maggio 1810 una circolare a tutte le città appartenenti al vicereame per invitarle ad unirsi e ad inviare un loro rappresentante. Dopo un primo riconoscimento della nuova autorità, il 2 giugno il cabildo di Montevideo decise invece di prestare giuramento al nuovo Consiglio di Reggenza sorto a Cadice per fare fronte alla prigionia del re Ferdinando VII di Spagna. L'arrivo in città a settembre del nuovo governatore Gaspar de Vigodet, e, soprattutto, quello a gennaio del nuovo viceré designato Francisco Javier de Elío, precipitarono la situazione verso l'inevitabilità di una guerra.
In vista di una possibile invasione da parte dei rivoluzionari di Buenos Aires, Elío separò la piccola flotta realista in due divisioni. Una, al comando di Jacinto de Romarate, penetrò nel Paraná, dove sconfisse una squadriglia navale patriota nella battaglia di San Nicolás; l'altra, guidata da Juan Ángel Michelena, si addentrò nel fiume Uruguay e occupò Colonia del Sacramento, Soriano, Mercedes, Paysandú e, sulla sponda occidentale, di Arroyo de la China e di Gualeguaychú. Il malcontento delle campagne della Banda Oriental sfociò, il 28 febbraio 1811, nella sollevazione di alcuni comandanti della milizia, appoggiati da 250 uomini, in quello che fu chiamato Grito de Asencio ("Grido di Asencio"); lo stesso giorno, gli insorti occuparono gli abitati di Soriano e Mercedes, ponendosi sotto l'autorità della giunta di Buenos Aires. Questa, nel frattempo, aveva mobilitato il Reggimento n° 6 di fanteria, detto Regimiento de Pardos y Morenos, al comando di Martín Rodríguez, allo scopo di coordinare la rivolta contro gli spagnoli nella regione; la notizia delle sconfitte di San Nicolás e di Paraguarí, però, convinse la giunta a dirottare il reggimento a La Bajada (odierna Paraná) per fronteggiare un'eventuale avanzata realista. Rodríguez lasciò Bartolomé Zapata sulle sponde dell'Uruguay con 80 uomini del suo corpo; questi si impadronì di Gualeguaychú e Gualeguay, costringendo i realisti a sgombrare Arroyo de La China e liberando l'intero territorio di Entre Ríos dagli spagnoli.
Dopo essere stato sconfitto a Tacuarí, Manuel Belgrano fu designato dalla giunta di Buenos Aires a guidare le operazioni nella Banda Oriental; il nuovo comandante staccò il suo aiutante e amico Manuel Artigas con 50 uomini a sollevare il nord della regione, mentre inviò poco più tardi il colonnello Martín Galain verso sud, a proteggere gli insorti di Mercedes e Soriano. Galain fece avanzare alla testa di 25 uomini il sergente maggiore Miguel Estanislao Soler, che giunse il 2 aprile a Mercedes, dove fu nominato a capo delle truppe insorte; il giorno successivo si accampò nei pressi della località di Asencio. Poche ore dopo arrivò la notizia dell'imminente arrivo di imbarcazioni nemiche che stavano risalendo il Río Negro.

## La battaglia
Soler scelse duecento uomini e li condusse a Soriano, dove, dopo aver effettuato una ricognizione sul terreno, il mattino seguente si preparò alla battaglia. A destra dell'abitato dispose l'orientale Venancio Benavides con 50 uomini, mentre sul lato sinistro si pose di persona alla testa di altrettanti uomini; nel villaggio dispose un cannone e i rimanenti 100 uomini sotto gli ordini dell'orientale Ramón Fernández. Ad affrontarli arrivò la flottiglia di Juan Ángel Michelena, composta dal brigantino Cisne, dalla sumaca Aránzazu, da una feluca, un bilandro, un lancione e due barche.
Alle dieci della mattina il Cisne aprì il fuoco con la sua artiglieria; ad esso si aggiunsero presto la feluca e il lancione, che bombardarono il villaggio per due ore e mezza, costringendo Fernández ad abbandonare l'abitato per portarsi al di fuori della portata del nemico. Dopo aver ripreso i bombardamenti, alle tre di pomeriggio Michelena sbarcò due pezzi d'artiglieria volante e qualche soldato a terra, entrando nel villaggio da tre direzioni distinte. Soler organizzò il contrattacco in tre colonne: i capitani Francisco Bicudo e Bartolo Quinteros attaccarono al centro con 60 uomini, Ignacio Barros a destra con 40 ed Eusebio Silva a sinistra con 50 soldati. Le riserve rimasero al comando di Soler, Fernández e Benavides.
L'attacco delle milizie orientali riuscì a respingere i realisti dal villaggio, facendoli tornare precipitosamente alle navi dopo aver lasciato sul campo due morti e due feriti; da parte loro, i patrioti lamentarono il ferimento grave di un artigliere. Michelena, sprovvisto del numero di soldati necessari a fronteggiare gli insorti, fu costretto a ritirarsi da Soriano.

## Conseguenze
Liberato dalla minaccia della flottiglia di Michelena, subito dopo lo scontro Benavides si impossessò dell'abitato del Colla alla testa di 600 uomini, sorprendendo il 14 aprile una guarnigione spagnola di 200 soldati. Il 23 aprile Manuel Artigas vinse la battaglia di San José, rimanendo ucciso nell'azione. La sollevazione si diffuse in tutto il territorio orientale, lasciando ai realisti di Elío solo il territorio circostante a Montevideo.